# 福字门头
29°59′14.7″N 121°26′55.6″E / 29.987417°N 121.448778°E
福字门头是浙江省宁波市境内的一处古建筑，位于江北区慈城镇境内，为全国重点文物保护单位慈城古建筑群的组成部分。建筑为明万历年间湖广布政使冯叔吉宅第，因建筑门楼照壁曾有透雕“福”字而得名。
建筑为典型明代建筑格局。布局坐北朝南，分前厅、次间和后进。前厅为三明二暗五开间，后进为三合院，设左右厢房。建筑保存较为完好。